# Pałac w Białkowie
Pałac w Białkowie (niem. Schloss Belkau) – zabytkowy pałac wybudowany w XVII w., w Białkowie – wsi w Polsce, w województwie dolnośląskim, w powiecie średzkim, w gminie Miękinia.

## Opis
Piętrowy pałac wybudowany na planie litery U z wysuniętymi ku przodowi skrzydłami; kryty wysokim  dachem czterospadowym z lukarnami. Od frontu portyk z czterema kolumnami doryckimi podtrzymującymi taras (balkon) z kamienną balustradą.
Obiekt jest częścią zespołu pałacowego, w skład którego wchodzi jeszcze park z  XVIII-XIX w.